# Thorecta latus
Thorecta latus är en svampdjursart som först beskrevs av Carter 1885.  Thorecta latus ingår i släktet Thorecta och familjen Thorectidae. Inga underarter finns listade i Catalogue of Life.